# 이소 (1223년)
이소(李劭, 德水李氏 3世孫) : 고려조 고종 10년(1223년) 계미 ∼ 고려조 충렬왕 8년(1282년) 임오. 고려의 문신. 본관은 덕수. 초휘는 경(璟). 고려조 고종 28년(1241년) 신축 남성시 급제. 통의대부 전법판서 지삼사사 세자 내직랑. 증 금자광록대부 지문하성사 상장군 판예부사. 덕수이씨 시조인 고려 중랑장 이돈수(李敦守)의 3세손으로 흥위위 보승장군 증 은청광록대부(정3품) 동지추밀원사 어사대부 이부상서 상장군이신 추밀공 이양준(李陽俊)의 아들이다. 충무공 이순신(李舜臣)의 9대조이다.

## 생애
- 고종 10년(1223년,1세) 추밀공 이양준(李陽俊)의 아들로 출생
- 고종 24년(1237년,15세) 양온서 동정(정8품)
- 고종 25년(1238년,16세) 양온령 동정
- 고종 26년(1239년,17세) 위위주부 동정
- 고종 28년(1241년,19세) 국자감 시험에 급제, 인천군사 판관
- 고종 30년(1243년,21세) 부친 추밀공 이양준(李陽俊) 별세 (향년 42세)
- 고종 32년(1245년,23세) 상의직장 동정(정7품)
- 고종 33년(1246년,24세) 북면도감 판관
- 고종 34년(1247년,25세) 사경원 판관
- 고종 35년(1248년,26세) 복두점 녹사를 거처 예빈승(종6품) 전보
- 고종 36년(1249년,27세) 잡직서령, 추밀원 당후관을 거처 합문지후 정보, 장남 덕수부원군 이윤운(李允蒀) 출생, 영광군 부사
- 고종 38년(1251년,29세) 광주 판관
- 고종39년(1252년,30세) 권지 합문지후
- 고종41년(1254년,32세) 자주 부사
- 고종42년(1255년,33세) 권지 합문지후, 감찰어사
- 고종43년(1256년,34세) 합문지후
- 고종44년(1257년,35세) 금오위 장사
- 고종45년(1258년,36세) 제릉서령, 합문지후
- 원종3년(1262년,40세) 합문사(여름), 고공낭중(정5품, 겨울)
- 원종4년(1263년,41세) 예빈소경(종4품), 안북대도호부 부사
- 추정 원종6년(1265년,43세) 차남 참찬공 이윤번(李允蕃) 출생, 어대 하사받고 병부낭중(12월)
- 원종9년(1268년,46세) 장작소경(종4품), 군기감을 거처 호부시랑(정4품) 승진
- 원종13년(1272년,50세) 위위경(종3품) 승진
- 충렬왕1년(1275년,53세) 태복시사(정3품)
- 충렬왕3년(1277년,55세) 세자 내직랑을 겸하다.
- 충렬왕5년(1279년,57세) 자삼사사(정3품)
- 충렬왕8년(1282년,60세) 통의대부 전법판서 지삼사사겸 세자내직랑 재임중 별세, 증직 금자광록대부 지문하성사 상장군 판예부사(종1품)
- 배위는 무안박씨로 공역서 정승 박유영의 따님이며 조부는 상의봉어 박문강이다. 외조부는 도안 이자화이다.
- 묘는 개풍군 중면군 산하 덕수리 왕대동 170번지(군장산) 산갑 좌원합폄 표석이 있다.
- 슬하에 두명의 아들이 있으며 장자는 이윤운(덕수부원군), 차남은 이윤번(증참찬공)이다.

## 평가
삼사공(三司公) 이소(李劭)는 덕수이씨 시조인 고려 중랑장 이돈수(李敦守)의 손자로 흥위위 보승장군 증 은청광록대부(정3품) 동지추밀원사 어사대부 이부상서 상장군이신 추밀공 이양준(李陽俊)의 아들이며 통헌대부 민부전서, 봉익대부 밀직사 판도판서 상장군 증 선충경절공신, 벽상삼한삼중대광 수 첨의정승 감춘추관사 상호군 판전리시사 덕수부원군(德水府院君) 이윤운(李允蒀)과 도사 증 자헌대부 의정부 좌참찬 이윤번(李允蕃)의 아버지이다.
삼사공(三司公) 이소(李劭)는  고려조 의종 24년(1170) 부터 원종 11년(1270)까지 약 100년간 무반이 권력을 잡던 무신정권(武臣政權)의 중반 무렵 태어나 몽골의 간섭이 강화되는 시기까지 고려의 관리로 활동하였다. 덕수이씨 가문의 최초 문신이며 약관도 되지 않은 어린 나이에 남성시(국자감시)에 급제함으로써 총명하고 영민하였다. 관직은 궁중의 술을 관리하는 양온사 동정(정8품)으로 국자감시 급제 후 인천군사 판관을 시작으로 전법사의 전법판서, 삼사의 지삼사사(정3품)겸 세자내직랑을 지내시었다. 품계는 통의대부(종3품)에 이르렀으며 사후 금자광록대부 지문하성사 상장군 판예부사(종1품)에 증직되었다.
슬하에 두 아들을 두었으니 장남 덕수부원군(德水府院君) 이윤운(李允蒀), 차남  참찬공(參贊公) 이윤번(李允蕃)으로 이때부터 두파로  파계가 나누어 졌다.

## 가족 관계
- 조부 : 이돈수(李敦守, 추정1177∼1240) 신호위 중랑장
- 조모 : 황려이씨(黃驪李氏), 교위 이순진의 딸
  - 부 : 이양준(李陽俊,1202∼1243) 신호군 중랑장, 흥위위 보승장군 증 은청광록대부, 동지추밀원사 어사대부 이부상서 상장군
  - 모 : 안동권씨(安東權氏), 중랑장 권극평(權克平)의 딸
    - 본인 : 이소(李劭,1223∼1282)(李劭,1223∼1282) 통의대부 전법판서 지삼사사겸 세자내직랑 증 금자광록대부 지문하성사 상장군 판예부사(종1품)
    - 부인 : 무안박씨(務安朴氏, 공역서 정승 박유영의 딸)
      - 장남 : 이윤운(李允蒀,1249∼1334) 통헌대부 민부전서, 봉익대부 밀직사 판도판서 상장군 증 선충경절공신, 벽상삼한삼중대광 수 첨의정승 감춘추관사 상호군 판전리시사 덕수부원군(德水府院君)
      - 자부 : 안성군대부인(安城郡大夫人) 낙안김씨(樂安金氏, 병부상서(兵部尙書) 김취신(金就辛)의 딸)
      - 차남 : 이윤번(李允蕃, 추정1265∼미상) 순유진사, 도사 증 자헌대부 의정부 좌참찬
      - 자부 : 미상

## 문헌
子 劭 初諱 璟 高麗朝高宗二十八年辛丑(1241年) 南省試及第 通議大夫典法判書 知三司事 世子内直郎 贈 金紫光祿大夫 知門下省事 上將軍 判禮部事 高麗朝高宗十年(1223年) 癸未生 高麗朝忠烈王八年(1282年)壬午卒 享年六十 配 務安朴氏 父供驛署丞有榮 祖尙衣奉御文剛 外祖道安李子和 ▶墓開豐郡中面軍壯山下德水里王垈洞百七十番山甲 坐原合窆 有表石 ▶有二子長允蒀(德水府院君)次 允番(贈忝贊公)